# 図野象
図野 象（ずの しょう、1988年 - ）は、日本の小説家。大阪府生まれ、在住。

## 経歴
2023年、「おわりのそこみえ」で第60回文藝賞優秀作を受賞してデビュー。

## 作品リスト

### 単行本
- 『おわりのそこみえ』（2023年11月 河出書房新社 ISBN 978-4-309-03161-3）
  - おわりのそこみえ - 『文藝』2023年冬季号

### 単行本未収録
エッセイ
- 「我が良き友よ」 - 『新潮』2024年2月号
- 「散髪にいきたい」 - 『群像』2024年3月号

インタビュー
- 「優秀作受賞記念インタビュー 誰も知らない瞬間を書く」[2] - 『文藝』2023年冬季号